# Lee A. Feinstein
Lee Andrew Feinstein (ur. 1959) – amerykański urzędnik i dyplomata, wieloletni doradca amerykańskich polityków i urzędnik wysokiego szczebla w administracji publicznej Stanów Zjednoczonych, doktor prawa międzynarodowego, w latach 2009–2012 ambasador USA w Polsce.

## Życie osobiste
Lee Feinstein urodził się w 1959 roku na Long Island w USA. Matka jego ojca pochodziła z miejscowości na Kresach Wschodnich, leżącej dziś w granicach Ukrainy. Jest żonaty z Margaret Elaine Monaghan, z pochodzenia Szkotką, z zawodu dziennikarką. Ma córkę Karę i syna Jake’a. Pochodzi z rodziny żydowskiej.

## Kariera
Feinstein ukończył prawo na Georgetown University, posiada naukowy stopień doktora prawa (JD), oraz tytuł magistra w zakresie nauk politycznych nadany przez Uniwersytet Miejski w Nowym Jorku (CUNY). W 1980 studiował w Moskiewskim Instytucie Puszkina, gdzie zdobył certyfikat z języka rosyjskiego. Porozumiewa się także w języku francuskim.
Od 1989 był zastępcą dyrektora badań w pozarządowej organizacji zajmującej się kontrolą zbrojeń USA – Arms Control Association. W 1994, przed przystąpieniem do administracji prezydenckiej Billa Clintona zajmował się opracowywaniem strategii prowadzenia działań pokojowych w Biurze Sekretarza Obrony, by od 1995 objąć funkcję naczelnego dyrektora ds. strategii i planowania polityki w ramach zespołu Sekretarz Stanu Madeleine Albright w Departamencie Obrony Stanów Zjednoczonych, funkcję tę pełnił do 2001.
Podczas prawyborów Partii Demokratycznej w 2008 zajmował stanowisko dyrektora ds. bezpieczeństwa narodowego w ekipie Hillary Clinton, po wycofaniu się jej z wyborów pełnił funkcję niezależnego doradcy Baracka Obamy ds. polityki zagranicznej. Po wyborach przejściowo współpracował z ekipą Obamy, by po objęciu przez Clinton funkcji Sekretarza Stanu zostać jej doradcą.

## Ambasador w Polsce

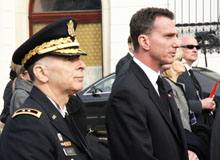
Lee A. Feinstein i gen. William Enyart na pogrzebie Lecha Kaczyńskiego

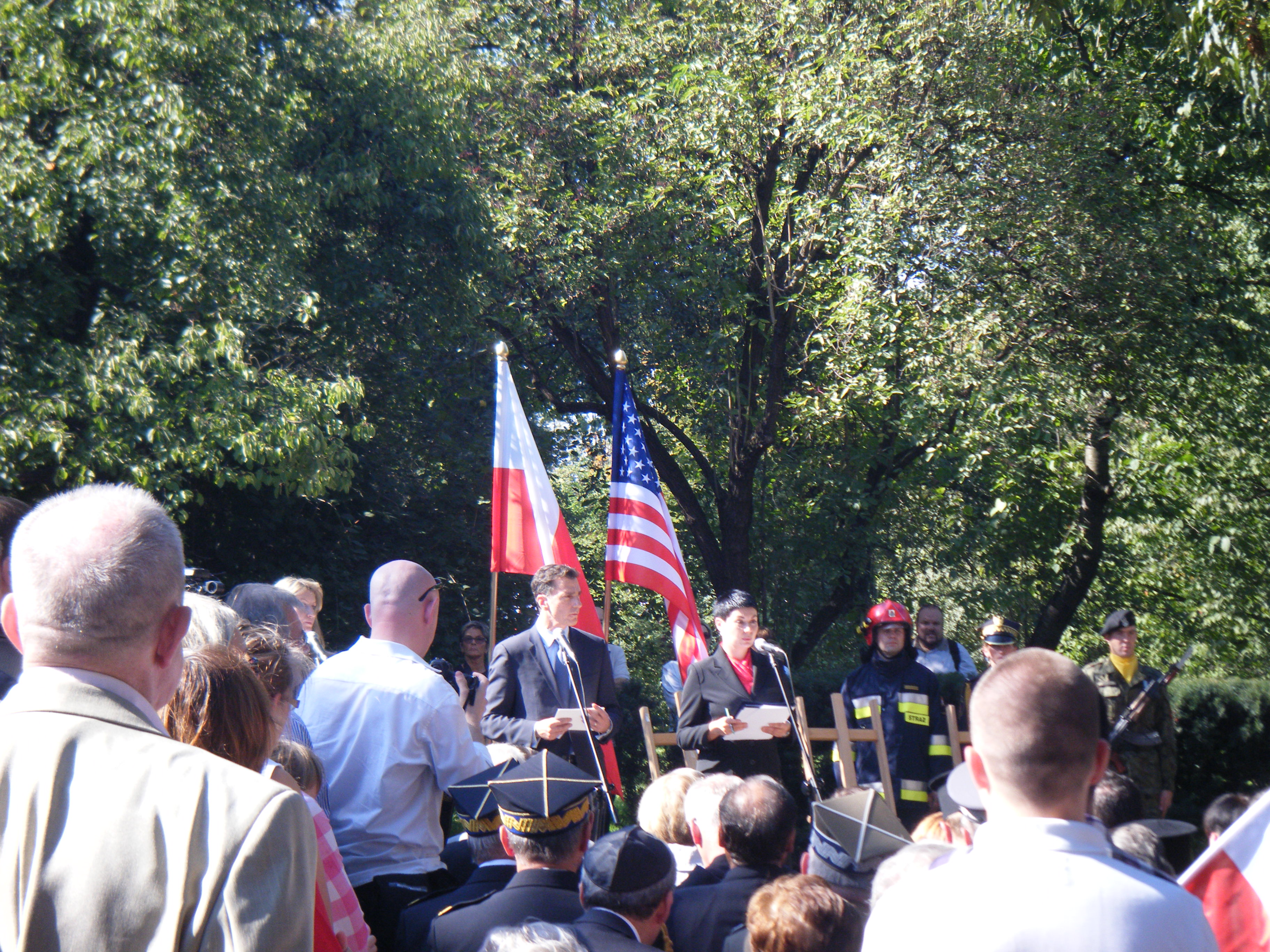
Lee A. Feinstein w czasie uroczystości 10. rocznicy zamachów na WTC

17 lipca 2009 prezydent Obama ogłosił zamiar mianowania Lee Feinsteina na ambasadora Stanów Zjednoczonych w Polsce, 20 lipca Feinstein odebrał swoją nominację. Jego kandydatura została jednogłośnie zatwierdzona 22 września przez Senat Stanów Zjednoczonych. 28 września został zaprzysiężony na ambasadora w Polsce, zastępując na tym stanowisku Victora Ashe’a.
20 października 2009 w Pałacu Prezydenckim w Warszawie odbyła się ceremonia złożenia listów uwierzytelniających Prezydentowi RP.
W kręgach waszyngtońskich nominacja Feinsteina była odebrana z zaskoczeniem, ze względu na postrzeganie go jako „człowieka Hilary Clinton”. Wcześniej spekulowano, że ambasadorem w Polsce może zostać Mark Brzezinski, syn Zbigniewa Brzezińskiego. Również niektóre środowiska polonijne odebrały tę nominację z rozczarowaniem. Feinstein zakończył kadencję w 2012. Miał zostać wycofany przed terminem na wyraźną prośbę strony polskiej ze względu na zbytnie wpływanie na sytuację wewnętrzną w Polsce.

## Odznaczenia
- Krzyż Komandorski z Gwiazdą Orderu Zasługi RP – 2012, Polska[11][12].
- Kombatancki Krzyż Pamiątkowy „Zwycięzcom” (ZKRPiBWP) – 2011, Polska[13][14][15]
- Odznaka Okolicznościowa „65 rocznicy Bitwy pod Lenino” (Stowarzyszenie Pamięci Generała Zygmunta Berlinga i Jego Żołnierzy) – 2011, Polska[13][14][15]